# 约氏黑角𩽾𩾌
约氏黑角鮟鱇（学名：Melanocetus johnsonii）又名黑犀鱼，是黑角𩽾𩾌科黑角鮟鱇屬的一种深海𩽾𩾌鱼类，分布在所有热带至温带海洋的2,000米深处。雄性长度只有3厘米，雌性可达20厘米。

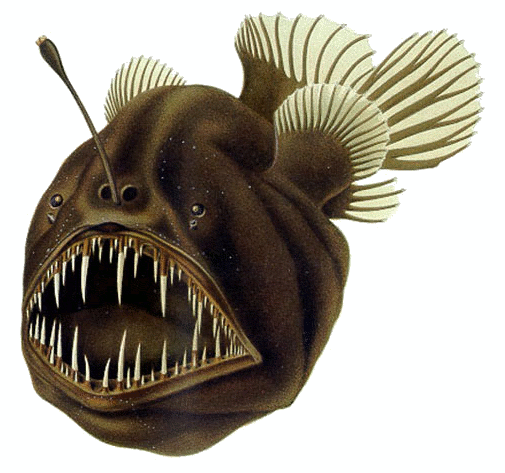
约氏黑角𩽾𩾌